# Pensamientos intrusivos

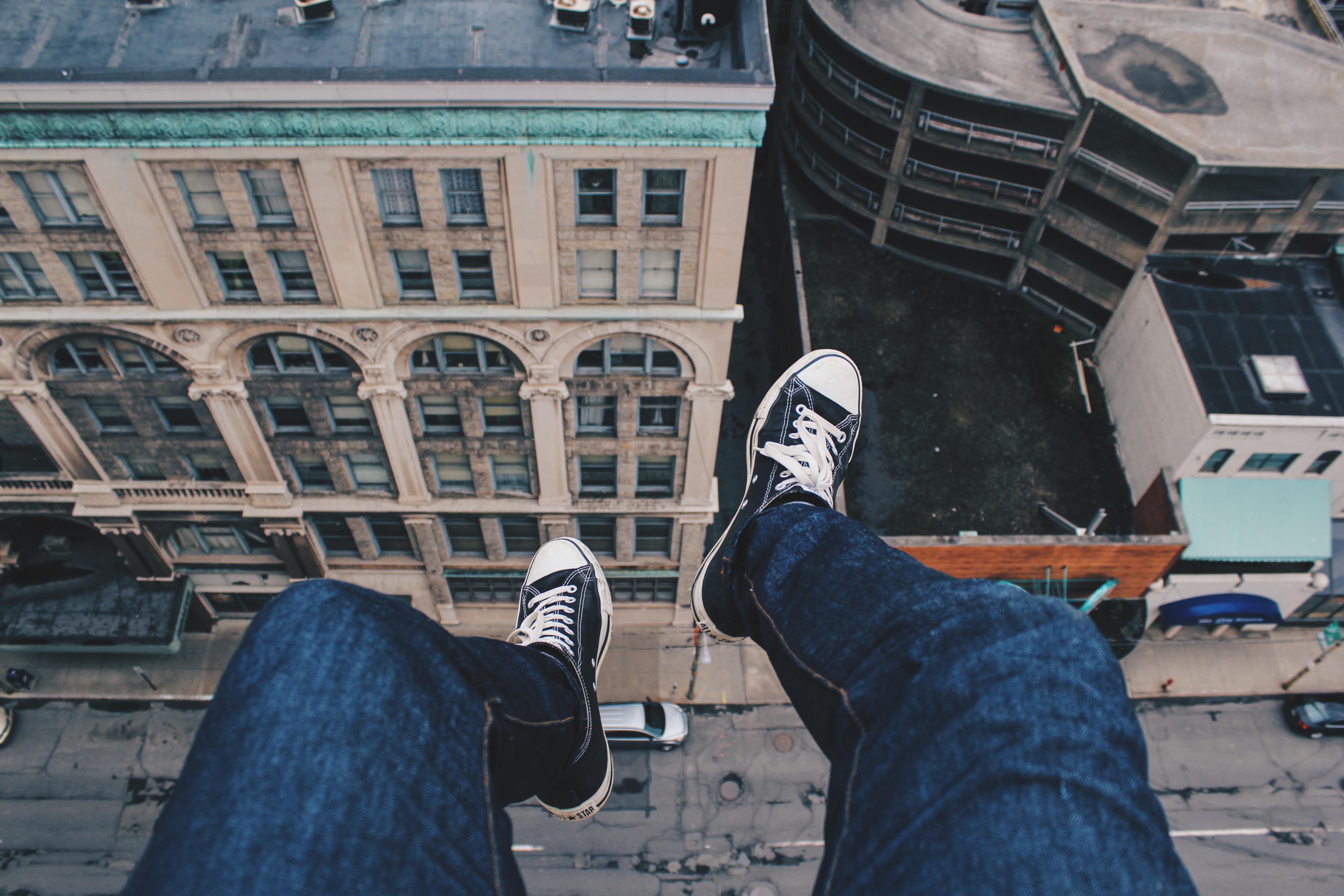
El fenómeno del lugar alto es un pensamiento intrusivo común cuando se está en ese tipo de espacio.

En la psicopatología, los pensamientos intrusivos son aquellos que  no son deseados y son involuntarios. Se trata de imágenes o ideas desagradables que pueden convertirse en obsesiones, son molestos o preocupantes, y puede ser difícil de manejarlos o eliminarlos. Cuando están asociados con el trastorno obsesivo-compulsivo (TOC), depresión, trastorno dismórfico del cuerpo (TDC), y algunas veces el trastorno de hiperactividad y déficit de atención (TDAH), pueden llegar a ser paralizantes y provocar ansiedad o persistencia. También pueden estar asociados con la memoria episódica, las preocupaciones no deseadas o recuerdos de TOC, el trastorno de estrés postraumático, otros trastornos de ansiedad, trastornos de la alimentación o la psicosis. Son impulsos e imágenes de cosas inapropiadas, y pueden dividirse en tres categorías: los pensamientos inapropiados agresivos, sexuales o blasfemos". Los pensamientos intrusivos son un síntoma psicológico, ya que se relacionan con el estudio científico del comportamiento y los procesos mentales. Pueden ser causados por una variedad de condiciones psicológicas y psiquiátricas, como trastornos de ansiedad, trastornos obsesivo-compulsivos, trastornos de estrés postraumático, entre otros. Estos pensamientos pueden generar malestar, angustia, culpa, vergüenza o miedo en la persona que los experimenta, y pueden interferir con su funcionamiento normal.

## Descripción

### General
Muchas personas experimentan pensamientos malos o indeseados más inquietantes de los que tienen las personas con pensamientos intrusivos, pero la mayoría de la gente puede rechazar estos pensamientos. Para la mayoría de las personas, los pensamientos intrusivos son una "fugaz molestia". El psicólogo Stanley Rachman presentó un cuestionario a estudiantes universitarios sanos y encontró que prácticamente todos dijeron que tenía estos pensamientos de vez en cuando, incluyendo los pensamientos de violencia sexual, castigo sexual, actos sexuales "antinaturales", prácticas sexuales dolorosas, imágenes obscenas o blasfemas, pensamientos de hacerle daño a personas mayores o alguien cercano, violencia contra animales o niños, y declaraciones o arrebatos impulsivos y abusivos. Tales malos pensamientos son universales entre los seres humanos, y "casi con seguridad siempre han sido una parte de la condición humana".
Cuando los pensamientos intrusivos ocurren con el trastorno obsesivo-compulsivo (TOC), los pacientes son menos capaces de ignorar los pensamientos desagradables y pueden darle atención indebida a estos, haciendo que los pensamientos se vuelvan más frecuentes y dolorosos. Los pensamientos pueden convertirse en obsesiones paralizantes, graves, y constantemente presentes, y pueden ir desde pensamientos de violencia o sexo hasta la blasfemia religiosa. Para distinguirlos de los pensamientos intrusivos normales experimentados por muchas personas, los pensamientos intrusivos asociados con TOC pueden provocar ansiedad, incontenible y persistente.
Cómo reaccionan las personas a los pensamientos intrusivos puede determinar si estos se vuelven severos, se convierten en obsesiones, o si requieren tratamiento. Los pensamientos intrusivos pueden ocurrir con o sin compulsiones. Llevar a cabo la compulsión reduce la ansiedad, pero hace a la urgencia de realizar la compulsión más fuerte cada vez que se repite, reforzando los pensamientos intrusivos. Según Lee Baer, la supresión de los pensamientos solo los hace más fuertes, y reconocer los malos pensamientos no significan que uno está verdaderamente mal, es uno de los pasos para superarlos. Hay evidencia de los beneficios de aceptación como una alternativa a la supresión de pensamientos intrusivos. Un estudio mostró que aquellos a los que se les instruyó para suprimir los pensamientos intrusivos experimentaron más angustia después de la supresión, mientras que los pacientes que aceptaron los malos pensamientos experimentaron una disminución de las molestias. Estos resultados pueden estar relacionados con los procesos cognitivos subyacentes implicados en el TOC. Sin embargo, la aceptación de los pensamientos puede ser más difícil para las personas con trastorno obsesivo-compulsivo. En el siglo XIX, el TOC era conocido como "la enfermedad de las dudas"; la "duda patológica" que acompaña a este trastorno puede hacer que sea más difícil para una persona que lo padece distinguir entre pensamientos intrusivos "normales" como los experimentados por la mayoría de las personas, provocando "sufrir en silencio, sintiéndose demasiado avergonzados o preocupados de que lo que piensan es una locura".
La posibilidad de que los pacientes que sufren de pensamientos intrusivos actúen para culminar en la acción esos pensamientos es baja. Los pacientes que están experimentando un intenso sentimiento de culpa, ansiedad, vergüenza, y malestar por estos pensamientos son diferentes de los que realmente los realizan. La historia de crímenes violentos está dominada por aquellos que no sienten culpa o remordimiento; el hecho de que alguien está atormentado por pensamientos intrusivos y nunca ha actuado sobre ellos antes es una excelente predicción de que no los realizará. Los pacientes que no tienen problemas o no se averguenzan de sus pensamientos, no los encuentran de mal gusto, o que ya los han realizado, puede que necesiten descartar tener condiciones más serias tales como psicosis o conductas potencialmente delictivas. Según Lee Baer, un paciente debe estar consciente de que los pensamientos intrusivos son peligrosos, si la persona no se siente molesto por los pensamientos, o más bien los encuentra placenteros, nunca ha actuado los pensamientos o impulsos violentos o sexuales; oye voces o ve cosas que otros no ven; o se siente  ira incontrolable e irresistible.

### Pensamiento agresivo
Los pensamientos intrusivos pueden implicar violentas obsesiones acerca de lastimar a otros o a sí mismos. Estos pueden estar relacionados con TOC primariamente obsesivo. Pueden incluir pensamientos sobre dañar a un niño; saltar desde un puente, montaña, o desde lo alto de un edificio; instar a saltar en frente de un tren o en automóvil; instar a empujar a otro en frente de un tren o en automóvil. Rachman en su estudio encontró que prácticamente todos los estudiantes tenían pensamientos intrusivos de vez en cuando, incluyendo:
- causar daño a las personas de edad
- imaginar o desear el mal a alguien cercano
- impulsos violentamente de atacar, golpear, dañar o matar a una persona, niño pequeño, o un animal
- impulsos de gritar o abusar de alguien, atacar  y castigar con violencia a alguien; decir algo grosero, inapropiado, desagradable o violento a alguien.

Estos pensamientos son parte del ser humano, y no tienen por qué arruinar la calidad de vida. El tratamiento está disponible cuando los pensamientos están asociados con TOC y son persistentes, severos o angustiantes.
Una variante de los pensamientos intrusivos agresivos es L'appel du vide o la llamada del vacío. Los que los sufren describen en general que la condición se manifiesta en ciertas situaciones, habitualmente como un deseo o una breve deseo de saltar desde lugares altos.

### Pensamientos sexuales
La obsesión sexual implica pensamientos intrusivos o imágenes de "besar, tocar, jugar con los órganos genitales, sexo oral, sexo anal, coito, y violación" con "extraños, conocidos, padres, hijos, familiares, amigos, compañeros de trabajo, animales y figuras religiosas", que implica "contenido heterosexual u homosexual" con personas de cualquier edad.
Como otros pensamientos o imágenes intrusivos indeseados, todo el mundo tiene algunos pensamientos sexuales inapropiados a veces, pero las personas con TOC podrían darle importancia a los pensamientos sexuales indeseados, generando ansiedad y aflicción. La duda que acompaña al trastorno obsesivo-compulsivo conduce a la incertidumbre acerca de si uno puede actuar sobre los pensamientos intrusivos, lo que resulta en la autocrítica o repugnancia.
Uno de los más comunes pensamientos sexuales intrusivos se produce cuando una persona obsesiva duda de su identidad sexual. Como en el caso de la mayoría de las obsesiones sexuales, las víctimas pueden sentir vergüenza y vivir en el aislamiento y tener dificultad para hablar de sus miedos, dudas y preocupaciones acerca de su identidad sexual.
Una persona que experimenta estos pensamientos intrusivos puede sentir vergüenza, "vergüenza, culpa, angustia, tormento, miedo de actuar sobre el pensamiento o percibir los impulsos, y la duda acerca de si ya han actuado de tal manera." La depresión puede ser el resultado del auto-odio que puede ocurrir, dependiendo de cuánto interfiere el TOC con el funcionamiento diario o causa angustia. Su preocupación por estos pensamientos les pueden llevar a escudriñar sus cuerpos para determinar si los pensamientos resultan en sentimientos de excitación. Sin embargo, el enfoque de la atención de cualquier parte del cuerpo puede resultar en sentimientos, en esa parte del cuerpo, por lo tanto al hacerlo, puede disminuir la confianza y aumentar el temor acerca de la actuación. Parte del tratamiento implica la terapia para ayudar a aceptar los pensamientos intrusivos y dejar de intentar tranquilizarse mediante la comprobación de sus cuerpos. Esta excitación en la parte del cuerpo es debido a las respuestas fisiológicas condicionadas en el cerebro, que no responden a la temática del  pensamiento sexual intrusivo, sino más bien al hecho de que un pensamiento sexual está ocurriendo y ello conlleva a una respuesta automática (la investigación indica que la correlación entre lo que los genitales se considera como "sexualmente relevante" y lo que el cerebro interpreta como "sexualmente atractivo" solo se correlaciona 50% del tiempo en hombres y 10% del tiempo en las mujeres). Esto significa que una respuesta de excitación no indica necesariamente que la persona desea en lo qué está pensando. Sin embargo, el proceso de pensamiento racional intenta explicar esta reacción y el TOC hace que la gente de falso significado e importancia a estas reacciones fisiológicas en un intento de darles sentido. También pueden experimentar altos niveles de ansiedad causada por imágenes prohibidas o simplemente por discutir el asunto y también puede causar la activación fisiológica, como sudoración, aumento del ritmo cardíaco y cierto grado de tumescencia o lubricación. Esto es a menudo mal interpretada por la víctima como indicación del deseo o intención, cuando en realidad no lo es.

### Pensamientos religiosos
Pensamientos blasfemos son un componente común del trastorno obsesivo-compulsivo, documentados a lo largo de la historia; notables figuras religiosas, tales como Martín Lutero e Ignacio de Loyola eran conocidos por ser atormentados por pensamientos y deseos intrusivos, blasfemos o religiosos. Martin Lutero tenía el impulso de maldecir a Dios y a Jesús, y estaba obsesionado con las imágenes de "el Diablo está detrás." San Ignacio tenía numerosas obsesiones, incluyendo el miedo de pisar piezas de paja formando una cruz, temiendo mostrar falta de respeto a Cristo. Un estudio de 50 pacientes con un diagnóstico primario de trastorno obsesivo-compulsivo encontró que el 40% tenía pensamientos religiosos blasfemos y dudas—una mayor, pero no de forma estadísticamente significativo, número diferente que el 38% de los que tenían pensamientos obsesivos relacionados con la suciedad y la contaminación más comúnmente asociados al TOC. Un estudio sugiere que el contenido de los pensamientos intrusivos puede variar dependiendo de la cultura, y que los pensamientos blasfemos pueden ser más común en hombres que en mujeres.
Según Fred Penzel, psicólogo neoyorquino, algunos obsesiones religiosas comunes y pensamientos intrusivos son:
- pensamientos sexuales acerca de Dios, santos y figuras religiosas
- malos pensamientos o imágenes durante la oración o la meditación
- de ser poseído
- temores de pecar o romper una ley religiosa o la realización de un ritual incorrectamente
- temores de la omisión de oraciones o recitar correctamente
- repetitivos y molestos pensamientos blasfemos
- impulsos por decir palabras blasfemas o cometer actos blasfemos durante los servicios religiosos.

El sufrimiento puede ser mayor y el tratamiento complicado cuando los pensamientos intrusivos tienen implicaciones religiosas; los pacientes pueden creer que estos son inspirados por Satanás, y pueden temer el castigo de Dios o han magnificado la vergüenza porque se perciben como pecadores. Los síntomas pueden ser más preocupantes para quienes tienen fuertes convicciones o creencias religiosas.
Baer cree que los pensamientos blasfemos son más comunes en católicos y evangélicos protestantes que en otras religiones, mientras que los musulmanes tienden a cumplir con las leyes y ritos de su fe, y la realización de los rituales a la perfección. Se supone que esto se debe a que lo que se considera inadecuado varía entre culturas y religiones, y los pensamientos intrusivos atormentan a sus pacientes con lo que se considera más inapropiado en la cultura que los rodea.

## Condiciones asociadas
Los pensamientos intrusivos son asociados al TOC o trastorno obsesivo-compulsivo de la personalidad, pero también puede ocurrir con otras condiciones, tales como trastorno de estrés postraumático, depresión clínica, depresión posparto, y ansiedad. Una de estas condiciones está casi siempre presente en las personas cuyos pensamientos intrusivos llegan a un nivel clínico de gravedad. Un gran estudio publicado en 2005 encontró que las obsesiones agresivas, sexuales y religiosas fueron ampliamente asociadas con la comorbilidad de trastornos de ansiedad y depresión. Los pensamientos intrusivos que se producen en un episodio esquizofrénico difieren de los obsesivos pensamientos que se producen con TOC o la depresión en que los pensamientos intrusivos de los esquizofrénicos son falsas o ilusorias creencias (es decir, que para el individuo esquizofrénico era real y no dudaba de ello, como suele ser el caso con los pensamientos intrusivos).

## Tratamiento
El tratamiento para los pensamientos intrusivos es similar al tratamiento para el TOC. La terapia de respuesta por exposición y prevención —también se le conoce como habituación o desensibilización— es útil en el tratamiento de los pensamientos intrusivos. Los casos leves pueden ser tratados con terapia cognitivo-conductual, que ayuda a los pacientes a identificar y gestionar los pensamientos no deseados.

### Terapia de exposición
La terapia de exposición es el tratamiento de elección para los pensamientos intrusivos. Según Deborah Osgood-Hynes, Psy.D. Directora de los Servicios Psicológicos y de Formación en el Instituto MGH/McLean TOC, "con el fin de reducir el miedo, tienes que enfrentarte a ese miedo. Esto es cierto para todos los tipos de ansiedad y reacciones de miedo, no solo para TOC." Porque es incómodo experimentar malos pensamientos e impulsos, vergüenza, duda o miedo, la reacción inicial es, por lo general, hacer algo para que disminuyan. Al participar en un ritual o compulsión para disminuir la ansiedad o malestar, la acción se fortalece a través de un proceso llamado refuerzo negativo—la mente aprende que la forma de evitar la mala sensación es mediante la participación en rituales o compulsiones. Cuando el TOC llega a ser grave,  conduce a una mayor interferencia en la vida y continúa la frecuencia y gravedad de los pensamientos de la persona que busca evitarlos.
La terapia de exposición es la práctica de permanecer en una situación provoca ansiedad o que es temida hasta que la angustia o ansiedad disminuye. El objetivo es reducir la reacción de miedo, aprendiendo a no reaccionar a los malos pensamientos. Es el camino más eficaz para reducir la frecuencia y gravedad de los pensamientos intrusivos. El objetivo es ser capaz de "exponerse a las cosas que mayormente son desencadenantes de su miedo o malestar de una a dos horas, sin salir de la situación, o hacer cualquier cosa para distraerse o consolarse." La terapia de exposición no elimina completamente los pensamientos intrusivos —todo el mundo tiene malos pensamientos— pero la mayoría de los pacientes encuentran que puede disminuir sus pensamientos lo suficiente como para que no interfieran con sus vidas.

### Terapia cognitivo-conductual
La terapia cognitivo-conductual (TCC) es más reciente que la terapia de exposición y está disponible para aquellos que no pueden o no quieren someterse a la terapia de exposición. La terapia cognitiva ha demostrado ser útil en la reducción de los pensamientos intrusivos, pero el desarrollo de una conceptualización de las obsesiones y compulsiones con el paciente es importante.

### Medicamentos
Los medicamentos antidepresivos o antipsicóticos pueden ser utilizados para los casos más graves si los pensamientos intrusivos no responden a las terapias cognitivo-conductual o de exposición. Si la causa de los pensamientos intrusivos es TOC, depresión o trastorno de estrés postraumático, las drogas de inhibición selectiva de la recaptación de serotonina (ISRS), (una clase de antidepresivos) son los más comúnmente prescritas. Los pensamientos intrusivos pueden ocurrir en personas con el síndrome de Tourette (TS) que también tienen TOC; las obsesiones en personas con TS relacionados con el TOC son pensados para que responden a las drogas ISRS también.
Los antidepresivos que han demostrado ser eficaces en el tratamiento del TOC incluyen fluvoxamina (nombre comercial Luvox), fluoxetina (Prozac), sertralina (Zoloft), paroxetina (Paxil), citalopram (Celexa), y la clomipramina (Anafranil). Aunque se sabe que los ISRS son eficaces para el trastorno obsesivo-compulsivo, en general, ha habido pocos estudios sobre su eficiencia en los pensamientos intrusivos. Una revisión retrospectiva de los pacientes con síntomas sexuales tratados con ISRS mostraron una mayor mejoría que en aquellos con obsesiones intrusivas sexuales típicas del TOC. Un estudio de diez pacientes con obsesiones religiosas o blasfemas encontró que la mayoría de los pacientes respondieron al tratamiento con fluoxetina o clomipramina. Las mujeres con depresión posparto, a menudo sufren de ansiedad, y puede que necesiten una dosis inicial menor de ISRS; puede que no respondan plenamente a la medicación, y podrían beneficiarse de la adición de terapias cognitivo-conductual o de prevención de respuesta.

## Otras lecturas
- Abramowitz JS, Schwartz SA, Moore KM, Luenzmann KR (2003). «Obsessive-compulsive symptoms in pregnancy and the puerperium: a review of the literature». J Anxiety Disord 17 (4): 461-78. PMID 12826092.
- Julien D, O'Connor KP, Aardema F (abril de 2007). «Intrusive thoughts, obsessions, and appraisals in obsessive-compulsive disorder: a critical review». Clin Psychol Rev 27 (3): 366-83. PMID 17240502. doi:10.1016/j.cpr.2006.12.004.
- Marsh R, Maia TV, Peterson BS (junio de 2009). «Functional disturbances within frontostriatal circuits across multiple childhood psychopathologies». Am J Psychiatry 166 (6): 664-74. PMC 2734479. PMID 19448188. doi:10.1176/appi.ajp.2009.08091354.
- Rachman S (diciembre de 2007). «Unwanted intrusive images in obsessive compulsive disorders». J Behav Ther Exp Psychiatry 38 (4): 402-10. PMID 18054779. doi:10.1016/j.jbtep.2007.10.008.
- Yorulmaz O, Gençöz T, Woody S (abril de 2009). «OCD cognitions and symptoms in different religious contexts». J Anxiety Disord 23 (3): 401-6. PMID 19108983. doi:10.1016/j.janxdis.2008.11.001.